# Sonate pour piano no 16 de Mozart
Sonate facile
La Sonate pour piano no 16 en do majeur, K. 545, de Wolfgang Amadeus Mozart est l’une de ses sonates pour piano les plus célèbres. Elle est surnommée Sonate facile, et ses trois mouvements occupent une place importante dans le répertoire des pianistes débutants. Les circonstance de sa composition restent mal connues, le manuscrit autographe ayant été perdu et la première édition étant posthume.

## Composition et premières éditions
Selon la Neue Mozart-Ausgabe (notée NMA par la suite), Mozart inscrit l'œuvre à son catalogue thématique le 26 juin 1788, le même jour que sa Symphonie no 39, indiquant qu'il s'agit d'une « petite sonate pour piano, pour débutants », avec la partition des premières mesures pour référence. La première édition (Bureau d'Arts et d'Industrie, Vienne, 1805) la nomme Sonate facile ; deux autres éditions ont lieu peu après, en 1805 (éditions Johann André, Offenbach) et 1809 (Johann Cappi, Vienne), le texte restant très proche, mais l'autographe est perdu. Les éditions diffèrent uniquement par les indications dynamiques, ce qui laisse penser que l'autographe n'en portait aucune.
Il est cependant à noter qu'avant 1805, une Sonate en fa majeur (parfois numérotée ultérieurement no 19) est éditée en 1799 par Breitkopf & Härtel, avant que l'on se rende compte qu'il s'agissait d'un collage de deux mouvements issus d’œuvres différentes : une transcription pour piano du mouvement lent de la 36e Sonate pour violon et piano suivi d'une transposition en fa du mouvement final de cette Sonate facile.

## Analyse
La sonate se compose de trois mouvements :
1. Allegro, en do majeur, à , 73 mesures, en deux sections jouées deux fois (mesures 1 à 28, mesures 29 à 73)[3]
2. Andante, en sol majeur, à 
, 74 mesures,en trois sections, les deux premières (mesures 1 à 16, et 17 à 32) étant jouées deux fois[4]
3. Rondo - noté Allegretto dans l'édition Cappi[1], en do majeur, à 
, 73 mesures, les mesures 1 à 8 jouées deux fois[5]

La durée de l'interprétation varie selon les interprètes entre 11 et 15 minutes.

### Allegro
Introduction du premier mouvement (noter que les liaisons et la nuance piano ne sont pas présentes dans la NMA) :
L'indication de tempo Allegro est confirmée par le catalogue thématique de Mozart. La forme est proche de la forme sonate classique. Le premier sujet, en do majeur, est énoncé en main droite, avec au début des basses d’Alberti en croches à la main gauche. Le deuxième sujet, énoncé à la dominante sol, est accompagné initialement en doubles-croches. La deuxième section, après un développement démarrant en sol mineur (ton homonyme de la dominante) aboutit mesure 42 à une reprise du premier sujet à la sous-dominante fa (seul écart notable à la forme sonate), puis du second sujet à la tonalité initiale de do majeur.

### Andante
Introduction du mouvement central :
Le deuxième mouvement est indiqué Andante dans les premières éditions. Il est à 
, avec une armure d'un dièse à la clé. L'énoncé du premier sujet en sol majeur (tonalité de dominante par rapport au premier mouvement) s'accompagne de basses d'Alberti en doubles-croches dans le registre médium. Après une première reprise, un second sujet de forme proche est énoncé à la dominante ré majeur et lui aussi repris. Enfin un troisième thème, en imitation des précédents, est énoncé en sol mineur (homonyme de la tonalité initiale) et aboutit à un retour du premier sujet suivi d'une nouvelle phrase conclusive, dans la tonalité initiale de sol majeur. L'écriture du mouvement présente une grande unité formelle, avec une main droite énonçant des phrases proches de l'arioso, sur des basses d'Alberti presque ininterrompues de la main gauche.

### Rondo
Introduction du finale :
Le mouvement est sous-titré Rondo dans les premières éditions, avec l'indication de tempo Allegretto à partir de l'édition Cappi (1809). On revient en do majeur, cette fois à deux temps avec un départ en anacrouse. Le refrain démarrant par des tierces en staccato est d'abord énoncé et immédiatement repris. Les épisodes contrastants présentent différents emprunts, dont le ton relatif de la mineur. Après un court point d'arrêt mesure 52, le refrain est repris suivi d'une coda.

## Postérité de l’œuvre
Après sa première publication en 1805, la Sonate facile est régulièrement rééditée dans les éditions intégrales des sonates pour piano de Mozart, notamment chez Breitkopf & Härtel. Elle gagne au cours du XIXe siècle une certaine popularité notamment comme pièce pédagogique à destination des élèves pianistes, bien que son qualificatif de « facile » ait pu être remis en question. On la retrouve par exemple en clôture du premier volume des Classiques favoris du piano. Un autre exemple notable montrant la popularité de l’œuvre est l'arrangement réalisé par Edvard Grieg en 1876-77 : le compositeur norvégien ajoute une partie de second piano (numéro de catalogue EG 113) à quatre sonates de Mozart (la no 5, la no 14 précédée de la fantaisie, la no 15, et la no 16 ici traitée). Cet arrangement est notamment connu par son interprétation par Sviatoslav Richter et Elisabeth Leonskaïa.

## Interprétations
Cette sonate figure au répertoire de nombreux pianistes et est très enregistrée. On la trouve notamment dans les enregistrements des pianistes mozartiens Friedrich Gulda et Claudio Arrau.
Dans la Tribune des critiques de disques de France Musique consacrée à cette sonate, en 2022, la version de Lili Kraus a été sélectionnée, devant celles de Kristian Bezuidenhout, Maria João Pires, Víkingur Ólafsson, Christian Zacharias et Fazıl Say.